# Campeonato Mauriciano de Futebol

Mauritian Premier League é a divisão principal do futebol nacional de Maurício.

## Premier League - 2013–14 Clubes
- AS de Vacoas-Phoenix
- AS Port-Louis 2000
- AS Rivière du Rempart
- Bolton City Youth Club
- Cercle de Joachim SC
- Chamarel FC
- Curepipe Starlight SC
- Entente Boulet Rouge-Riche Mare Rovers
- Pamplemousses SC
- Petite Rivière Noire SC

## National First Division - 2013–14 Clubes
- AS Quatre-Bornes
- Belin SC
- Black Horns FC
- Centre Technique National François-Blaquart (U20)
- Faucon Flacq SC
- Pointe-aux-Sables Mates
- Rivière-du-Rempart Star Knitwear
- Savanne SC
- Union Sportive de Highlands

## National Second Division - 2012–13 Clubes
- Bambous Etoile de L'Ouest SC
- Case Noyale F.C.
- Centre Technique National François-Blaquart (U17)
- La Cure Sylvester S.C.
- La Cure Waves
- Mahebourg Quartier F.C.
- Stanley United
- Upper Vale Starlight
- Union Sportive de Beau-Bassin Rose-Hill

## Campeões
| Ano     | Clube              | N° |
| ------- | ------------------ | -- |
| 1935    | Curepipe           | 1  |
| 1936    | Garrison           | 1  |
| 1937    | Garrison           | 2  |
| 1938    | Dodo               | 1  |
| 1939    | Dodo               | 2  |
| 1940-41 | ?                  | ?  |
| 1942    | Fire Brigade       | 1  |
| 1943    | ?                  | ?  |
| 1944    | Dodo               | 3  |
| 1945    | Dodo               | 4  |
| 1946    | Dodo               | 5  |
| 1947    | Collège St. Esprit | 1  |
| 1948    | Dodo               | 6  |
| 1949    | Faucons            | 1  |
| 1950    | Fire Brigade       | 2  |
| 1951    | Dodo               | 7  |
| 1952    | ?                  | ?  |
| 1953    | Dodo               | 8  |
| 1954    | Faucons            | 2  |
| 1955    | Faucons            | 3  |
| 1956    | ?                  | ?  |
| 1957    | Dodo               | 9  |
| 1957    | Faucons            | 4  |
| 1958    | Faucons            | 5  |
| 1959    | Dodo               | 10 |
| 1960    | ?                  | ?  |
| 1961    | Fire Brigade       | 3  |
| 1962    | Police             | 1  |
| 1963    | Racing             | 1  |
| 1964    | Dodo               | 11 |
| 1965    | Police             | 2  |
| 1966    | Dodo               | 12 |
| 1967    | Police             | 3  |
| 1968    | Dodo               | 13 |
| 1969-70 | ?                  | ?  |
| 1971    | Police             | 4  |
| 1972    | Police             | 5  |
| 1973    | Fire Brigade       | 4  |
| 1974    | Fire Brigade       | 5  |
| 1975    | Cadets             | 1  |
| 1976    | Scouts             | 1  |
| 1976–77 | Cadets             | 2  |
| 1977–78 | Racing             | 2  |
| 1978–79 | Cadets             | 3  |
| 1979–80 | Fire Brigade       | 6  |
| 1980–81 | Police             | 6  |
| 1981–82 | Police             | 7  |
| 1982–83 | Fire Brigade       | 7  |
| 1983–84 | Fire Brigade       | 8  |
| 1984–85 | Fire Brigade       | 9  |
| 1985–86 | Cadets             | 4  |
| 1986–87 | Sunrise            | 1  |
| 1987–88 | Fire Brigade       | 10 |
| 1988–89 | Sunrise            | 2  |
| 1989–90 | Sunrise            | 3  |
| 1990–91 | Sunrise            | 4  |
| 1991–92 | Sunrise            | 5  |
| 1992–93 | Fire Brigade       | 11 |
| 1993–94 | Fire Brigade       | 12 |
| 1994–95 | Sunrise            | 6  |
| 1995–96 | Sunrise            | 7  |
| 1996–97 | Sunrise            | 8  |
| 1997–98 | Scouts             | 2  |
| 1998–99 | Fire Brigade       | 13 |
| 2000    | ?                  | ?  |
| 2000–01 | Olympique de Moka  | 1  |
| 2002    | Port-Louis         | 1  |
| 2003    | Port-Louis         | 2  |
| 2003–04 | Port-Louis         | 3  |
| 2004–05 | Port-Louis         | 4  |
| 2005–06 | Pamplemousses      | 1  |
| 2006–07 | Curepipe Starlight | 1  |
| 2007–08 | Curepipe Starlight | 2  |
| 2008–09 | Curepipe Starlight | 3  |
| 2010    | Pamplemousses      | 2  |
| 2011    | Port-Louis         | 5  |
| 2011–12 | Pamplemousses      | 3  |
| 2012–13 | Curepipe Starlight | 4  |
| 2013–14 | Cercle Joachim     | 1  |
| 2014–15 | Cercle Joachim     | 2  |
| 2015–16 | Port-Louis         | 6  |
| 2016–17 | Pamplemousses      | 4  |
| 2017–18 | Pamplemousses      | 5  |
| 2018–19 | Pamplemousses      | 6  |

## Performance dos Clubes
| Clube              | Cidade                | Títulos | Último Clube |
| ------------------ | --------------------- | ------- | ------------ |
| Fire Brigade       | Beau Bassin-Rose Hill | 13      | 1999         |
| Dodo               | Curepipe              | 13      | 1968         |
| Sunrise            | Flacq                 | 8       | 1997         |
| Police             | Port-Louis            | 7       | 1982         |
| Port-Louis         | Port-Louis            | 6       | 2016         |
| Pamplemousses      | Pamplemousses         | 6       | 2019         |
| Faucons            | Flacq                 | 5       | 1958         |
| Cadets             | Quatre Bornes         | 4       | 1986         |
| Curepipe Starlight | Curepipe              | 4       | 2013         |
| Garrison           |                       | 2       | 1937         |
| Racing             | Quatre Bornes         | 2       | 1978         |
| Scouts             | Port-Louis            | 2       | 1998         |
| Cercle Joachim     | Curepipe              | 2       | 2015         |
| Collège St. Esprit | Quatre Bornes         | 1       | 1947         |
| Curepipe FC        | Curepipe              | 1       | 1935         |
| Olympique de Moka  | Moka                  | 1       | 2001         |

## Participações na Liga dos Campeões da CAF
| Clube              | N° |                                                 |
| ------------------ | -- | ----------------------------------------------- |
| Sunrise            | 8  | 1988, 1990, 1991, 1992, 1993, 1996, 1997, 1998. |
| Fire Brigade       | 2  | 1989, 1994, 1995,                               |
| Cadets             | 1  | 1987                                            |
| Scouts             | 1  | 1999                                            |
| Vacoas-Phoenix     | 1  | 2000                                            |
| Olympique de Moka  | 1  | 2002                                            |
| Port-Louis         | 5  | 2003, 2004, 2005, 2006, 2017.                   |
| Pamplemousses      | 2  | 2007, 2018.                                     |
| Curepipe Starlight | 3  | 2008, 2009, 2010.                               |
| Cercle             | 1  | 2016                                            |